# 小原村 (愛知県)
小原村（おばらむら）は、かつて愛知県西加茂郡にあった村。
和紙工芸の里（小原和紙）として知られた。
2005年（平成17年）4月1日、藤岡町・小原村・足助町・下山村・旭町・稲武町の4町2村が豊田市へ編入合併され、小原村は廃止された。

## 地理

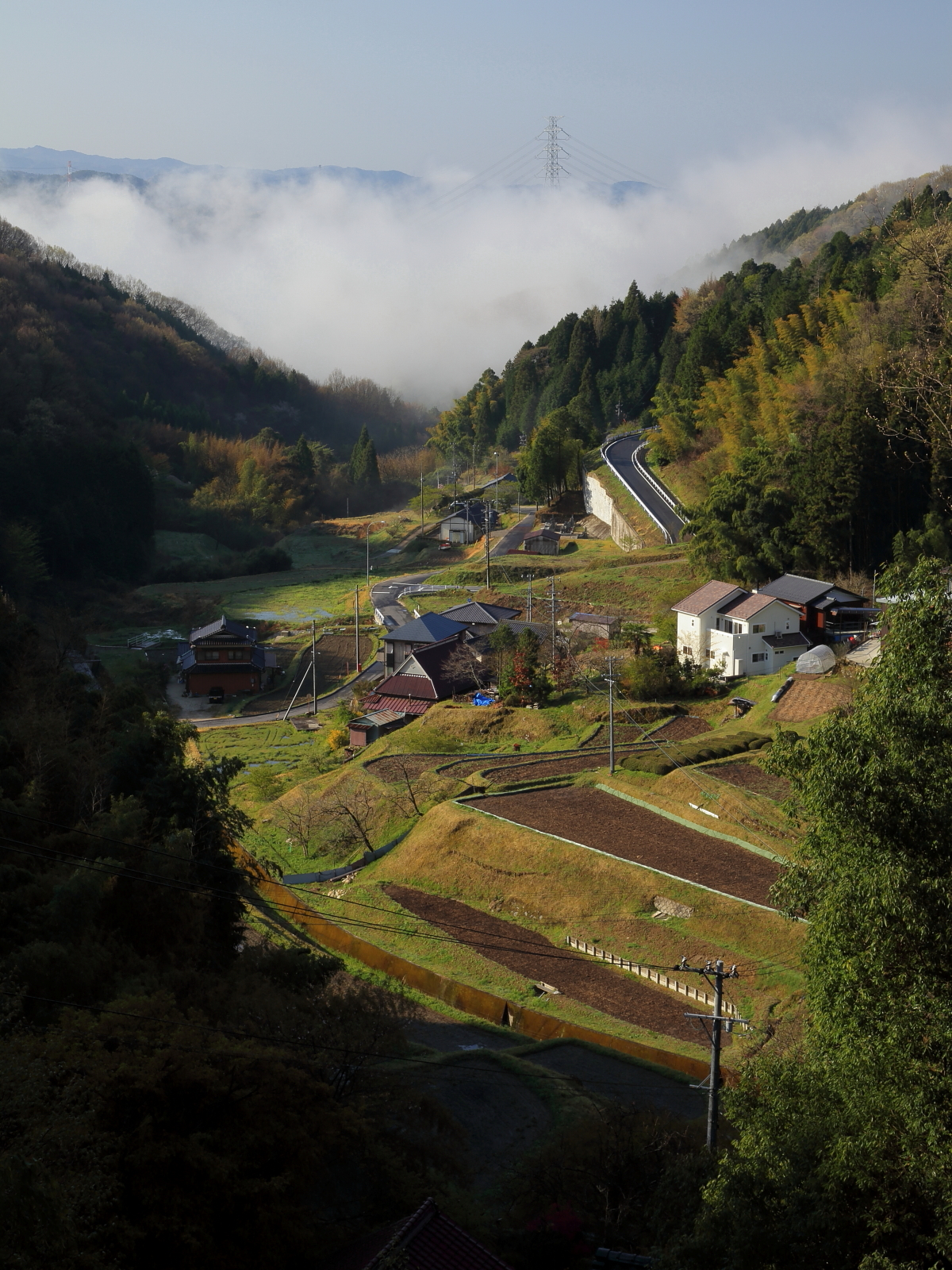
苅萱町の農村景観

愛知県中央部の北端にあり、三河高原の北西部に位置していた。北は岐阜県土岐市や岐阜県恵那郡明智町、南東は東加茂郡旭町、南西は西加茂郡藤岡町に接していた。西加茂郡の政治や経済の中心地から遠く離れた立地や、標高300メートル以上の山地が村域の大部分を占めることから、かつて「西加茂郡の北海道」と呼ばれていた。
小原村の東西の長さは10.7 km、南北の長さも10.7 kmである。面積は74.5 km2であり、うち83%は山林である。標高500m以上の地域が20%、標高300-500mの地域が60%、標高300m以下の地域が20%である。年平均気温は14.1℃であり、名古屋市より1.5度低い。年降水量は1670mmであり、愛知県の平野部と比べると多い。

### 地形
山岳
- 西山 - 標高712m。岐阜県土岐市との境界となっている。

河川
- 矢作川 - 小原村南東端部を流れ、足助町や旭町との境界となっている。水力発電の百月発電所がある[4]。かつては筏流しが行われていた[4]。
  - 犬伏川 - 矢作川の支流。小原村中心部の大草などを流れる。
  - 田代川 - 矢作川の支流。小原村中心部の上仁木や下仁木などを流れる。水力発電の川下発電所がある[4]。
  - 阿妻川 - 矢作川の支流。岐阜県恵那郡明智町（現・恵那市）との境界を流れる。

## 歴史

### 沿革
- 1900年（明治33年）9月 - 小原発電所（現・川下発電所）が竣工[5]。
- 1906年（明治39年）7月1日 - 豊原村・福原村・清原村・本城村が合併し、小原村が発足。この地域が古くから足助之庄小原郷と呼ばれていたことに因んでいる[6]。
- 1922年（大正11年）9月 - 村内に設立された電力会社小原電灯が開業[7]。
- 1936年（昭和11年） - 小原村役場の庁舎が完成[6]。
- 1969年（昭和44年）3月 - 協豊製作所小原工場（工場誘致第1号）が操業を開始[8]。
- 1972年（昭和47年）7月13日 - 昭和47年7月豪雨により「四七・七災害」と呼ばれる土砂災害が発生[9]。小原村では32名が亡くなった[9]。橋梁の多くが流出し、田地は埋没し、桑園や野菜畑は壊滅状態となった[9]。大洞と東市野々の公民館は全壊し、大ケ蔵連公民館は崩壊した[9]。災害時周辺町村との通信が杜絶する。愛知県は小原村に災害救助法の発動を決定した[10]。
- 1977年（昭和52年）6月13日 - 小原村役場の新庁舎が開庁[6]。
- 1982年（昭和57年） - 緑の公園がオープン。
- 1990年（平成2年） - 小原村中央公民館が開館。
- 2005年（平成17年）4月1日 - 豊田市に編入合併され、小原村は廃止。大字大草は小原町に改称。

## 行政

### 歴代村長
- 初代 鈴木佐一郎（1906年）
- 第2代 杉田多十郎（1906年-1907年）
- 第3代 福井五七十（1907年-1910年）
- 第4代 梅村富次郎（1910年-1911年）
- 第5代 福岡傳衛（1911年-1912年）
- 第6代 梅村富次郎（1912年-1916年）
- 第7代 西尾譽一郎（1916年-1919年）
- 第8代 二村重太郎（1919年-1920年）
- 第9代 加藤静一（1920年-1922年）
- 第10代 橋本彌十（1922年-1926年）
- 第11代 杉田和夫（1926年-1927年）

- 第12代 二村保次（1927年-1928年）
- 第13代 水野自良（1928年-1930年）
- 第14代 松井善四郎（1930年）
- 第15代 勝静男（1931年-1932年）
- 第16代 松井善四郎（1932年-1946年）
- 第17代 中根兼太郎（1946年）
- 第18代 加藤和一郎（1947年-1962年）
- 第19代 高見和史（1962年-1978年）
- 第20代 板倉宏（1978年-1994年）
- 第21代 水野武司（1994年-2002年）
- 第22代 橋本謙之輔（2002年-2005年）

### 名誉村民
- 加藤和一郎（1963年推挙）
- 松井善四郎（1963年推挙）
- 高見和史（1978年推挙）
- 守山たま（1978年推挙）

- 可児逸夫（1982年推挙）
- 山内一生（2004年推挙）
- 板倉宏（2004年推挙）

### 友好都市
- 碧南市（愛知県） - 1992年4月5日友好都市提携[6]。小原和紙工芸の創始者である藤井達吉が碧南市出身であるという関わりがあり、また矢作川における上流域と下流域という接点もある[6]。

## 経済

### 小原和紙
この地域で紙漉きが盛んになった理由としては、和紙の原料である良質な楮が近くで得られること、和紙の加工に用いる水が豊富であること、農閑期の仕事として適当であることなどが挙げられる。この地域で生産される和紙は小原和紙（三河森下紙）と呼ばれ、愛知県郷土工芸品に選定されている。
室町時代の明応5年（1496年）には、東萩平の三玄寺の柏庭和尚が和紙の製造技術を持ち込んだ。江戸時代のこの地域ではかなりの量の和紙が漉かれていた。1876年（明治9年）の戸籍簿では27戸が紙漉き業を生業としており、昭和初期までは障子紙・傘紙・札紙などが漉かれていた。その後、機械漉き和紙が爆発的に増え、また洋傘やビニール製雨合羽などの登場で和紙の需要が減少した。1961年（昭和36年）の小原村では6戸が紙漉き業を生業としていたが、1977年（昭和52年）には最後の1戸が廃業した。
手漉き和紙の見通しの暗さを打開しようと、昭和初期以降には民芸品として小原工芸紙が生産されるようになった。工芸家の藤井達吉は、1932年（昭和7年）から小原村で和紙工芸の指導を行うと、太平洋戦争終戦前の1945年（昭和20年）2月には小原村に疎開し、工房の無風庵を建てて小原村に定住した。藤井達吉は小原和紙の職人技術を芸術の域にまで高め、山内一生・安藤繁和・春日井正義・加納俊治・小川喜数など多くの工芸作家を育てた。小原工芸紙のなかでも、屏風・襖紙・額などは国内で、屏風・壁紙などは国外で販売されている。

### 映像資料
- 「和紙のふる里」（昭和44年2月公開） - 中日ニュース789号（動画）・中日映画社

## 文化

### 小原歌舞伎
江戸時代中期頃に神社に奉納する為の地芝居として始まったと伝わる。その後、農村の数少ない娯楽、地域芸能として村内各地域に広まっていき、明治には「万人講」と呼ばれる現代で言うところの歌舞伎役者の一座の様なものがあり、祭り等で興行契約を結んで上演も行っていたという記録が残る。昭和24年頃全盛を迎えるが昭和35年頃には衰退し始めた。1989年(平成元年)3月27日、豊田市無形民俗文化財の指定を受けた。現在は小原歌舞伎伝承館「ザ・小原座」で、小原歌舞伎保存会により年2回、定期的に上演が行われている。

## 教育

### 高校
- 愛知県立猿投農林高等学校小原分校（1973年閉校）

1949年（昭和24年）には愛知県立猿投農林高等学校小原分校が開校し、1962年（昭和37年）には定時制課程から全日制課程に移行した。1972年（昭和47年）には隣接する藤岡村に普通科の愛知県立加茂丘高等学校が開校したため、1973年（昭和48年）3月には猿投農林高校小原分校が閉校となった。

### 中学校
- 小原村立小原中学校

### 小学校
- 小原村立中部小学校 - 1978年に小原村立福原小学校・清原小学校・簗平小学校を統合して開校。
- 小原村立道慈小学校
- 小原村立本城小学校

## 交通

### 鉄道
小原村に鉄道路線はなかった。鉄道を利用する場合の最寄り駅は、地理的には隣の岐阜県の明知鉄道明知線明智駅も近いが、公共交通などの利便性からは、名古屋鉄道（名鉄）三河線・豊田線の豊田市駅などが利用されやすい。

### バス
小原村南西部はかつて豊田市駅から旧藤岡町内を経由して上仁木まで名鉄バスが乗り入れていた。合併後は豊田おいでんバスに継承されている。北部は現在、おばら桜バスという地域デマンドバスがあるが、平成9年頃まで岐阜県瑞浪市方面より東鉄バスが上仁木まで乗り入れ名鉄バスと接続していた。

### 道路

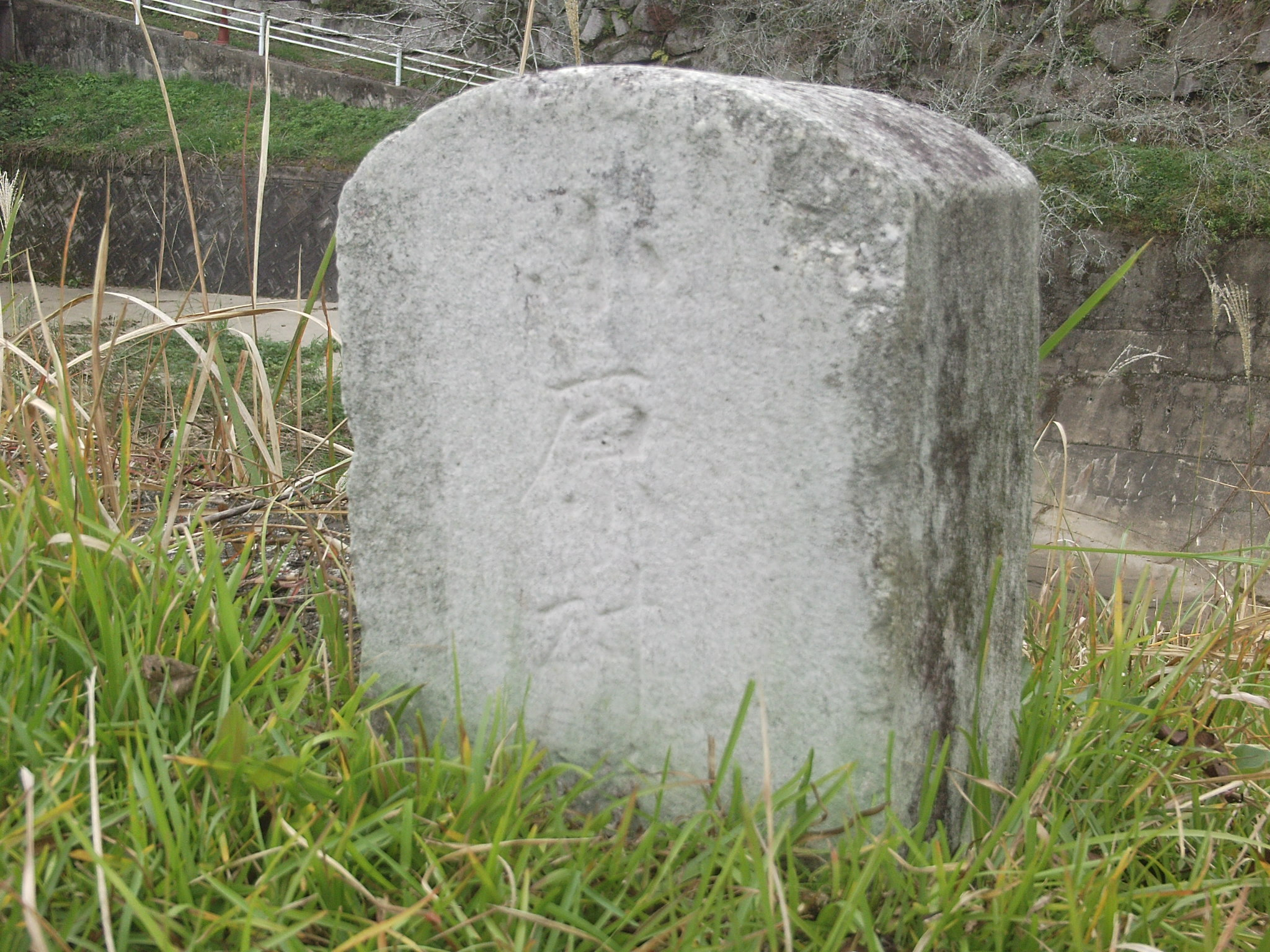
小原村道路元標

- 一般国道
  - 国道419号
- 主要地方道
  - 愛知県道19号土岐足助線
  - 愛知県道20号瑞浪大野瀬線
- 一般県道
  - 愛知県道351号上仁木明智線
  - 愛知県道353号大平折平線
  - 愛知県道354号平畑土岐線
  - 愛知県道355号島崎豊田線
  - 愛知県道485号沢田御作線

## 名所・旧跡・観光スポット・祭事・催事
美術工芸家の藤井達吉は小原村の無風庵で創作活動を行っていた。無風庵は瀬戸市に移築されている。

### 旧跡
- 大草城（市場城址） - 室町時代の山城。文亀2年（1502年）から鱸氏（鈴木氏）の居城。

### 寺院
- 観音寺 - 真言宗の寺院。弘仁11年（820年）創建と伝わる[17]。標高360mの山頂にある。
- 嶺雲寺 - 曹洞宗の寺院。天文4年（1535年）建立。樹齢400年のしだれ桜がある[18]。
- 薬師寺 - 真言宗の寺院。江戸時代末期に興隆。客殿は寺子屋として使用され、明治時代初期には福原小学校の前身である川見郷学校が開校した。
- 西運寺 - 浄土宗の寺院。
- 広円寺 - 曹洞宗の寺院。市場城の初代城主である鱸藤五郎親信が建立し、足助の香積寺の末寺となった。
- 松月寺 - 曹洞宗の寺院。
- 祝峰寺 - 臨済宗妙心寺派の寺院。標高460mの松岩山の中腹にあり、三河湾を見渡すことができる。「だるま寺」として知られ、岐阜県東濃地方からも参詣者がいる。
- 教聖寺 - 真宗高田派の寺院。「イチョウノキ」と「ボダイジュ」は豊田市指定天然記念物[19]。
- 祐福寺 - 真宗高田派の寺院。
- 善明寺 - 真宗高田派の寺院。
- 東泉寺 - 真宗高田派の寺院。

### 神社
- 蚕霊神社 - 小原村で唯一の教派神道の神社[20]。蚕を祀っている[17]。
- 白鳥神社 - 大同2年（807年）建立と伝わる神社[17]。
- 白山神社 - 大平にあり、大平・寺平・喜佐平・藤岡町大岩の氏神。応永11年（1404年）に領主の大内下総守久政が勧請[20]。
- 白山神社 - 乙ケ林にあり、乙ケ林・千洗・西萩平の氏神。永禄年間（1558年-1569年）に三宅利兵衛道清が祀った[20]。
- 八柱神社 - 雑敷にあり、雑敷・柏ケ洞・大ケ蔵連・前洞の氏神[20]。
- 諏訪神社 - 上仁木にある。永禄元年（1558年）に信濃国の諏訪から奉迎[20]。大祭時には下仁木の白鳥神社と諏訪神社を行き来する[20]。
- 白鳥神社 - 下仁木にある。小原村最古の神社であり、大同2年（807年）創建とされる[20]。大祭時には上仁木の諏訪神社と白鳥神社を行き来する[20]。
- 峯森神社 - 苅萱にある。
- 熊野神社 - 市場にある。寛正3年（1462年）に鱸藤五郎親信が勧請[20]。「大草日通しのヒノキ」は豊田市指定天然記念物[19]。
- 賀茂原神社 - 大草にある[20]。「賀茂原神社のスギ」は豊田市指定天然記念物[19]。
- 白山神社 - 西細田にある[20]。
- 家康の腰掛石 - 徳川家康が座ったとされる石[17]。

### 祭事・催事
- 小原四季桜まつり - 1978年（昭和53年）にはサクラが村の木に選定された。小原村には珍しい四季桜が約1万本あり、全国でも例を見ない[21]。1997年（平成9年）には第1回四季桜まつりが開催された。毎年11月1日から11月30日。
- 青空まつり - 小原商工会が主催する文化祭。毎年11月3日。2003年（平成15年）に第20回を迎えた。
- 盆踊り花火大会 - 毎年8月15日。

### 施設
- 愛知高原国定公園

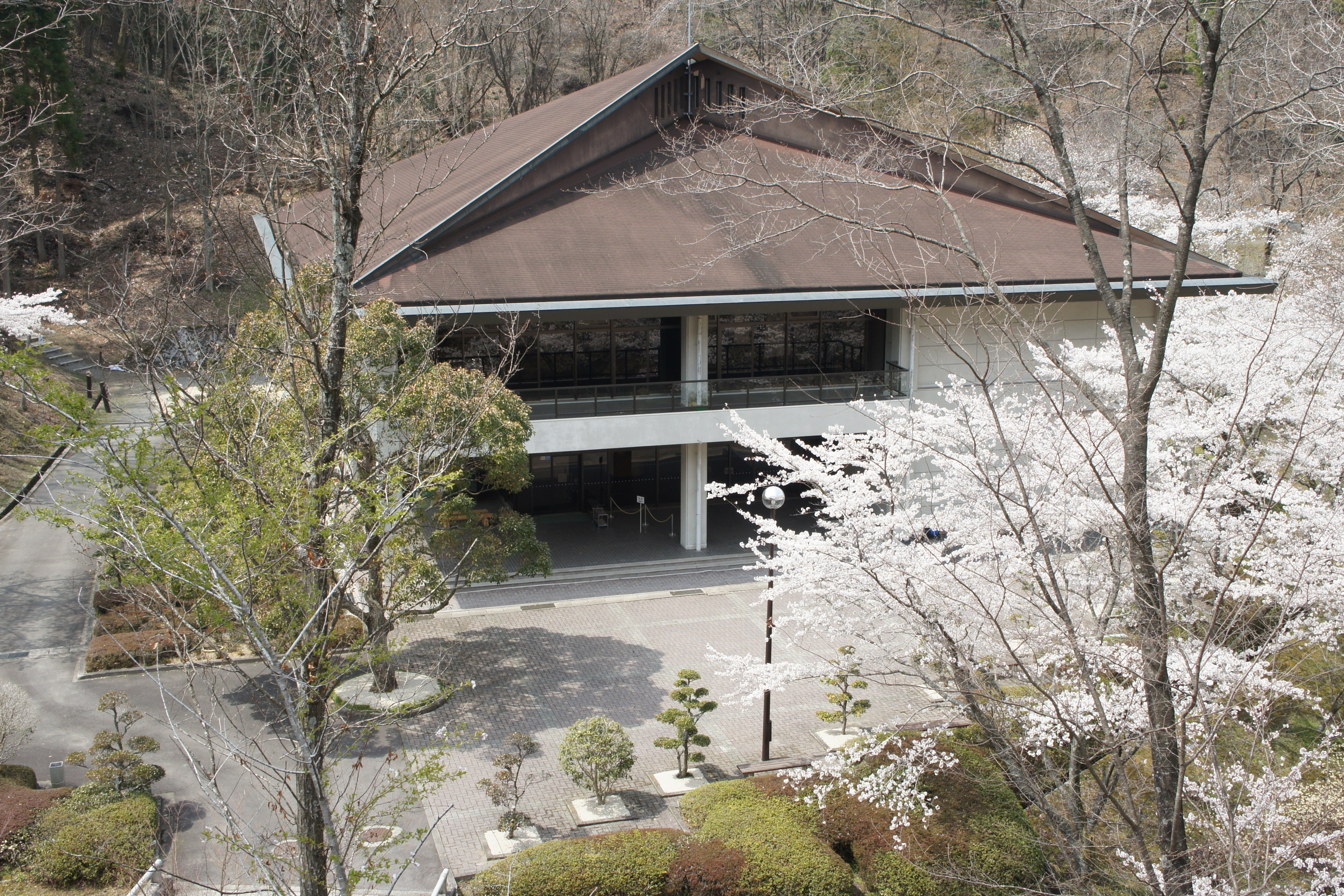
和紙のふるさと

- 和紙のふるさと - 和紙の博物館。1979年（昭和54年）に愛知県立の施設として開館。2009年（平成21年）に豊田市に移管された。和紙工芸館と和紙展示館からなる。1983年（昭和58年）8月3日には当時の皇太子徳仁親王(現在の徳仁天皇)・皇太子妃雅子(現在の皇后雅子)が来館した[22]。
- 小原劇場 - 昭和30年代にあった映画館。1960年（昭和35年）の西加茂郡には5館の映画館があった[注 1]。
- 豊田市生涯学習センター小原交流館 - 小原村中央公民館として1990年（平成2年）に開館[24]。
- 緑の公園 - 1982年（昭和57年）にオープンした複合運動施設。テニスコート・多目的広場・弓道場・トレーニングセンター（屋内アリーナ）・管理棟からなる[25]。
- 豊田市小原郷土館 - 1936年（昭和11年）竣工の小原村役場旧庁舎を改造した歴史民俗資料館[26]。1979年（昭和54年）に開館。2016年（平成28年）12月27日に閉館。
- 小原カントリークラブ - ゴルフコース。1987年（昭和62年）オープン。
- パインズゴルフクラブ - ゴルフコース。1989年（平成元年）オープン。旧・松名カントリークラブ。
- 豊田市歌舞伎伝承館 - 小原歌舞伎を後世に伝える為の資料館。保存会による定期的な舞台公演もある。2017年4月1日開館。小原交流館に隣接。

## 出身者
- 杉田多十郎 - 愛知県会議員。西加茂郡会議員。[27]
- 岩野太市郎 - 苅萱村助役[27]。
- 守山諦聞 - 教育者。清原小学校長[27]。
- 高見儀十郎 - 小原村会議員[27]。
- 三宅快連 - 教育者。川見郷学校初代校長[27]。
- 藤本黙仙 - 足助の香積寺住職[27]。
- 杉田宇内 - 画家。杉田久女の夫[27]。
- 加藤静一 - 小原村長[27]。
- 二村保次 - 小原村長[27]。
- 松井善四郎 - 政治家。小原村長（1930-1946）。小原村名誉村民[27]。
- 加藤和一郎 - 政治家。岐阜県立蚕業試験場長。小原郵便局長。小原村長（1947-1962）。小原村名誉村民[27]。
- 守山たま - 教育者。婦人会の発足に尽力。小原村名誉村民[27]。
- 春日井薫 - 教育者。商学博士。明治大学総長（1968-1972）。明治大学名誉教授[27]。
- 可児逸夫 - 教育者。小原村教育長。小原村名誉村民[27]。
- 成瀬幡治 - 日本社会党所属の政治家。参議院議員（1950年-1974年、4期）[27]。
- 高見和史 - 政治家。小原村長（1962年-1978年、4期）。小原村名誉村民[27]。
- 山内一生 - 和紙工芸作家。中日文化賞受賞。小原村名誉村民。
- 板倉宏 - 政治家。小原村長。小原村名誉村民。